# 3172 Hirst
A 3172 Hirst (ideiglenes jelöléssel 1981 WW) a Naprendszer kisbolygóövében található aszteroida. Edward L. G. Bowell fedezte fel 1981. november 24-én.